# Джавла, Калифа
Мохаммед Калифа Джавла (швед. Mohammed Kalipha Jawla; род. 11 апреля 2006, Стокгольм) — шведский футболист, защитник «Юргордена».

## Клубная карьера
Начинал заниматься футболом в клубе «Худдинге», откуда затем перешёл в академию «Юргордена». Первую игру за основной состав клуба провёл 23 августа 2023 года в матче второго раунда кубка страны с «Сандвикеном». В конце года подписал с клубом первый профессиональный контракт, рассчитанный на три года. В феврале 2024 года на правах аренды до конца сезона перешёл в «Стокгольм Интернасионале», выступавший в первом дивизионе. В августе аренда со «Стокгольмом» была расторгнута в связи с тем, что Джавла был отправлен в новую аренду в «Утсиктен» до конца года.
В марте 2025 года отправился в аренду в «Эстерсунд», выступавший в Суперэттане. В мае в связи с большим количеством травм в составе «Юргордена» арендное соглашение было досрочно прекращено и нападающий вернулся в столичный клуб. 12 мая в игре с «Гётеборгом» дебютировал в чемпионате Швеции, заменив на 87-й минуте Токмака Нгуена.

## Карьера в сборной
Выступал за юношеские сборные Швеции различных возрастов.

## Клубная статистика
| Выступление                | Выступление      | Выступление      | Лига | Лига | Кубки | Кубки | Конт. кубки | Конт. кубки | Итого | Итого |
| Клуб                       | Лига             | Сезон            | Игры | Голы | Игры  | Голы  | Игры        | Голы        | Игры  | Голы  |
| -------------------------- | ---------------- | ---------------- | ---- | ---- | ----- | ----- | ----------- | ----------- | ----- | ----- |
| Юргорден                   | Алльсвенскан     | 2023             | 0    | 0    | 1     | 0     | 0           | 0           | 1     | 0     |
| Юргорден                   | Алльсвенскан     | 2025             | 1    | 0    | 0     | 0     | 0           | 0           | 1     | 0     |
| Юргорден                   | Итого            | Итого            | 1    | 0    | 1     | 0     | 0           | 0           | 2     | 0     |
| → Стокгольм Интернасионале | Дивизион 1       | 2024             | 5    | 0    | 0     | 0     | 0           | 0           | 5     | 0     |
| → Стокгольм Интернасионале | Итого            | Итого            | 5    | 0    | 0     | 0     | 0           | 0           | 5     | 0     |
| → Утсиктен                 | Суперэттан       | 2024             | 8    | 4    | 0     | 0     | 0           | 0           | 8     | 4     |
| → Утсиктен                 | Итого            | Итого            | 8    | 4    | 0     | 0     | 0           | 0           | 8     | 4     |
| → Эстерсунд                | Суперэттан       | 2025             | 6    | 1    | 0     | 0     | 0           | 0           | 6     | 1     |
| → Эстерсунд                | Итого            | Итого            | 6    | 1    | 0     | 0     | 0           | 0           | 6     | 1     |
| Всего за карьеру           | Всего за карьеру | Всего за карьеру | 20   | 5    | 1     | 0     | 0           | 0           | 21    | 5     |